# Orth (Familienname)
Orth ist ein deutscher Familienname.

## Herkunft und Bedeutung
Der Name Orth kann sich von mehreren Bedeutungen ableiten. So kann er vom mittelhochdeutschen ort (Ende, Ecke, Winkel, Spitze) für jemanden, der am Ortsende wohnt, abstammen oder als Herkunftsname zum Ortsnamen Ort (in Deutschland und Oberösterreich) stehen. Weiterhin kann er auch auf die Kurzform des Rufnamens Ortlieb zurückgehen.

## Namensträger

### A
- Adam Orth (1890–1978), deutscher Komponist und Musikpädagoge
- Adolf Orth (1915–1966), deutscher Agrarwissenschaftler und Hochschullehrer
- Albert Orth (1835–1915), deutscher Bodenkundler und Ackerbauwissenschaftler
- Anders Orth (* 1962), deutscher Musiker, Komponist, Autor, Schauspieler und Regisseur
- Andreas Orth (* 1957), deutscher Fernsehjournalist und Sachbuchautor
- Annette Orth (* 1970), deutsche Gewerkschafterin, Bundesvorsitzende des Verbandes der Lehrerinnen und Lehrer an Wirtschaftsschulen VLW
- August Orth (1828–1901), deutscher Architekt

### B
- Benjamin Orth (1803–1875), auch Benjamin Heinrich Orth und Ph. Orht, deutscher Künstler und Maler
- Bernhard Orth (1918–2011), deutscher Agrarfunktionär

### C
- Christian Orth (* 1977), deutscher Altphilologe und Hochschullehrer
- Christian Orth (Journalist) (* 1991), deutscher Journalist und Rundfunkmoderator
- Claire Orth (1908–1988), deutsche Zeichnerin und Grafikerin
- Clemens Orth (* um 1975), deutscher Jazzmusiker
- Conrad Orth ab Hagen (Konrad Orth; 1523–1589), deutscher Jurist und Hochschullehrer

### D
- David Orth (* 1965), kanadischer Schauspieler
- Donald Orth (1923–2017), US-amerikanischer Nuklearchemiker

### E
- Eduard Orth (Landrat) (1830–1895), deutscher Kreisdirektor
- Eduard Orth (1902–1968), deutscher Politiker (CDU)
- Elisabeth Orth (Politikerin) (1921–1976), deutsche Politikerin (SPD)
- Elisabeth Orth (1936–2025), österreichische Schauspielerin
- Elsbet Orth (1937–1991), deutsche Historikerin
- Emil Orth (1814–1876), deutscher Maler, Lithograf und Fotograf
- Ernst Orth (Pastor) (Ernst Rudolph Orth; 1803–1892), deutscher evangelischer Pastor
- Ernst Orth (Militärschriftsteller) (Karl Johann Ernst Orth; 1841–1923), deutscher Oberstleutnant und Militärschriftsteller
- Ernst Orth (Admiral) (1870–1941), deutscher Konteradmiral
- Ernst Wolfgang Orth (1936–2024), deutscher Philosoph

### F
- Ferdinand Orth (1856–1922), deutscher Althistoriker und Gymnasiallehrer
- Florian Orth (* 1989), deutscher Leichtathlet
- Franz Op den Orth (1902–1970), deutscher Politiker (SPD)
- Frank Orth (1880–1962), US-amerikanischer Schauspieler
- Friedrich Orth (1883–nach 1947), deutscher Violinpädagoge und Konservatoriumsdirektor

### G
- Georg Heinrich Orth (1698–1769), deutscher Politiker, Bürgermeister von Heilbronn
- Gérard Orth (1936–2023), französischer Virologe
- Godlove Stein Orth (1817–1882), US-amerikanischer Politiker und Diplomat
- Günther Orth (* 1963), deutscher Islamwissenschaftler, Übersetzer, Literaturwissenschaftler
- György Orth (1901–1962), ungarischer Fußballspieler und -trainer

### H
- Hans Orth (Botaniker) (1911–1987), deutscher Botaniker
- Hans Orth (Geistlicher) (1914–2009), deutscher evangelischer Geistlicher und Leiter des Hessischen Diakonievereins
- Heide Orth (* 1942), deutsche Tennisspielerin
- Heinrich Orth (Physiker) (?–1575), deutscher Physiker, Theologe und Hochschullehrer
- Heinrich Karl Philibert Orth (1733–1795), deutscher Politiker, Bürgermeister von Heilbronn
- Hermann Orth (Journalist) (1885–nach 1945), deutscher Journalist, Chefredakteur
- Hermann Orth (Jurist) (1903–1968), deutscher Jurist
- Hermann Orth (Ingenieur) (* 1942), deutscher Wasserbauingenieur und Hochschullehrer

### I
- Ilse Orth (* 1936), deutsche Therapeutin

### J
- Jakob Orth (1780–1861), deutscher Maler und Lithograf
- Jan F. Orth (* 1974), deutscher Richter und Rechtswissenschaftler
- Johann Orth, späterer Name von Johann Salvator von Österreich-Toskana (1852–nach 1890), österreichischer Erzherzog
- Johann Orth (Architekt), österreichischer Architekt
- Johann Orth (Kartograf) (1929–2004), österreichischer Kartograf
- Johann Bernhard Orth (1677–1734), deutscher Politiker, Bürgermeister von Heilbronn
- Johann Heinrich Orth (1653–1733), deutscher Politiker, Bürgermeister von Heilbronn
- Johann Martin Anastasius Orth (1676–1755), deutscher Mediziner und Hochschullehrer
- Johann Philipp Orth (Politiker, 1566) (1566–1626), deutscher Politiker, Bürgermeister von Frankfurt am Main
- Johann Philipp Orth (Politiker, 1582) (1582–1635), deutscher Politiker, Bürgermeister von Heilbronn
- Johann Philipp Orth (Politiker, 1658) (1658–1733), deutscher Politiker, Bürgermeister von Frankfurt am Main
- Johann Philipp Orth (Jurist) (1698–1783), deutscher Jurist und Rechtshistoriker
- Johannes Orth (Mediziner) (1847–1923), deutscher Pathologe und Hochschullehrer
- Johannes Orth (Jurist) (1902–nach 1967), deutscher Verwaltungsjurist
- Josef Orth (1916–?), tschechoslowakischer Fußballspieler

### K
- Karin Orth (* 1963), deutsche Historikerin
- Karl Orth (1869–1942), deutscher Maler
- Karl-Adolf Orth (1939–2017), deutscher Landrat
- Klaus Orth (* 1953), deutscher Politiker (SPD)

### L
- Lorenz Orth (1872–1955), deutscher Lehrer und Politiker

### M
- Maren Orth (* 1990), deutsche Leichtathletin
- Markus Orth (* 1964), deutscher Manager

### N
- Neele Mara Orth (* 2002), deutsche Handballspielerin
- Nicole Müller-Orth (* 1974), deutsche Politikerin (Bündnis 90/Die Grünen), siehe Nicole Besic-Molzberger
- Norbert Orth (1939–2023), deutscher Opernsänger (Tenor)

### O
- Oscar Orth (1876–1958), deutscher Chirurg
- Otto Orth (1826–1903), deutscher Jurist und Politiker

### P
- Patrick Orth (* 1968), deutscher Kameramann
- Patrick Orth (Musikmanager), deutscher Musikmanager (Die Toten Hosen, Die Broilers), Geschäftsführer der Plattenfirma JKP
- Paul Orth (1913–1935), deutscher Zeitungswissenschaftler und Schriftleiter
- Peter Orth (Pianist) (* 1954), US-amerikanischer Pianist und Musikpädagoge
- Peter Orth (* 1964), deutscher Mittellateinischer Philologe
- Philipp Orth (1534–1603), deutscher Politiker, Bürgermeister von Heilbronn
- Philipp Orth der Jüngere (1567–1622), deutscher Politiker, Bürgermeister von Heilbronn

### R
- Rainer Orth, Schweizer Historiker
- Reinhard Orth (1907–um 2006), deutscher Botaniker und Pädagoge
- Renate Orth-Guttmann (* 1935), deutsche Übersetzerin
- Robert Orth (* 1968), deutscher Politiker (FDP)
- Rudolf Orth (* 1930), deutscher Fußballspieler

### S
- Siegfried Orth (* 1902), deutscher Verwaltungsjurist
- Stefan Orth (Fußballfunktionär), (* 1966), deutscher Fußballfunktionär
- Stefan Orth (Theologe) (* 1968),  deutscher katholischer Theologe und Publizist
- Stephan Orth (* 1979), deutscher Journalist und Buchautor

### U
- Ulli Orth, deutscher Jazzmusiker
- Ulrich Orth (* 1971), deutscher Entwicklungspsychologe und Hochschullehrer

### W
- Wigand Orth (1537–1566), deutscher Theologe
- Wilhelm Orth (1900–nach 1942), deutscher Jurist
- Wolfgang Orth (1944–2017), deutscher Althistoriker

### Z
- Zacharias Orth (vor 1551–1579), deutscher Dichter
- Zak Orth (* 1970), US-amerikanischer Schauspieler